# John Van Ryn

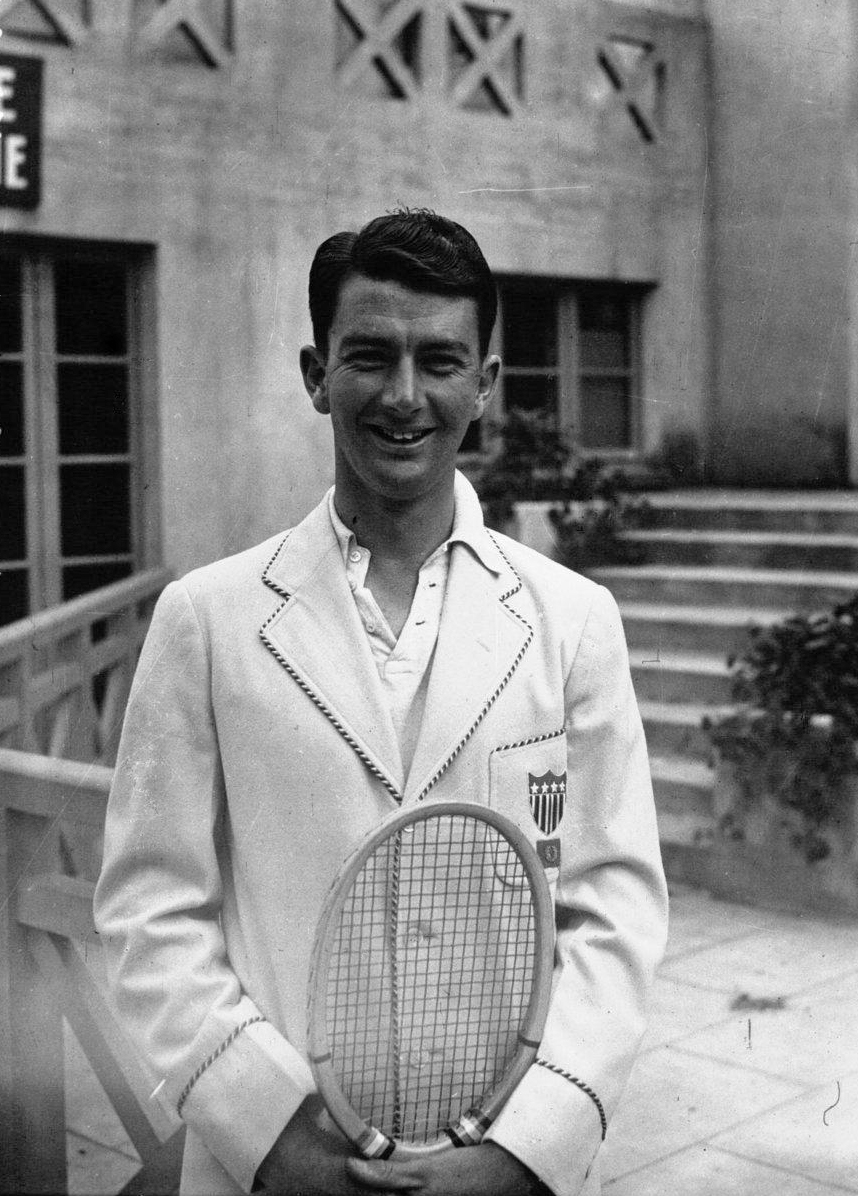
John Van Ryn (1930)

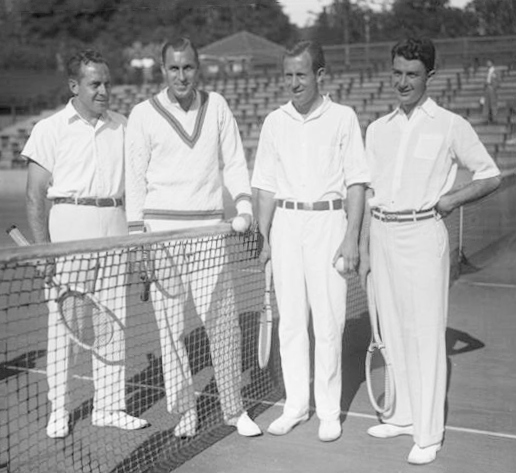
Die US-Davis-Cup-Mannschaft des Jahres 1929 von links nach rechts: Frank Hunter, Bill Tilden, Wilmer Allison und John Van Ryn.

John Van Ryn (* 30. Juni 1905 in Newport News, Virginia; † 7. August 1999) war ein US-amerikanischer Tennisspieler.

## Biographie
Van Ryn gewann zu Beginn der 1930er Jahre dreimal in Folge in Wimbledon (1929–1931), einmal die französischen sowie einmal die amerikanischen Meisterschaften (beide 1931). Sein erfolgreichstes Jahr war 1931, als er drei von vier Grand-Slam-Turniere im Doppel für sich entscheiden konnte. Van Ryns Doppelpartner bei diesen Erfolgen waren zweimal George Lott und dreimal Wilmer Allison, beide US-Amerikaner.
Er spielte 32 Spiele für das US-amerikanische Davis-Cup-Team und entschied davon 29 für sich. 1963 erfolgte die Aufnahme in die International Tennis Hall of Fame.
Van Ryn war Ehemann der Tennisspielerin Marjorie Van Ryn.